# Аргумент свободи волі
Аргумент свободи волі, також званий парадоксом свободи волі або теологічним фаталізмом, стверджує, що всезнання та свобода волі несумісні, і тому будь-яка концепція Бога, яка включає обидві властивості, є немислимою.  Див. різноманітні суперечки щодо тверджень про всезнання Бога, зокрема щодо критичного поняття передбачення. Ці аргументи глибоко стурбовані наслідками приреченості.

## Всезнання і свобода волі

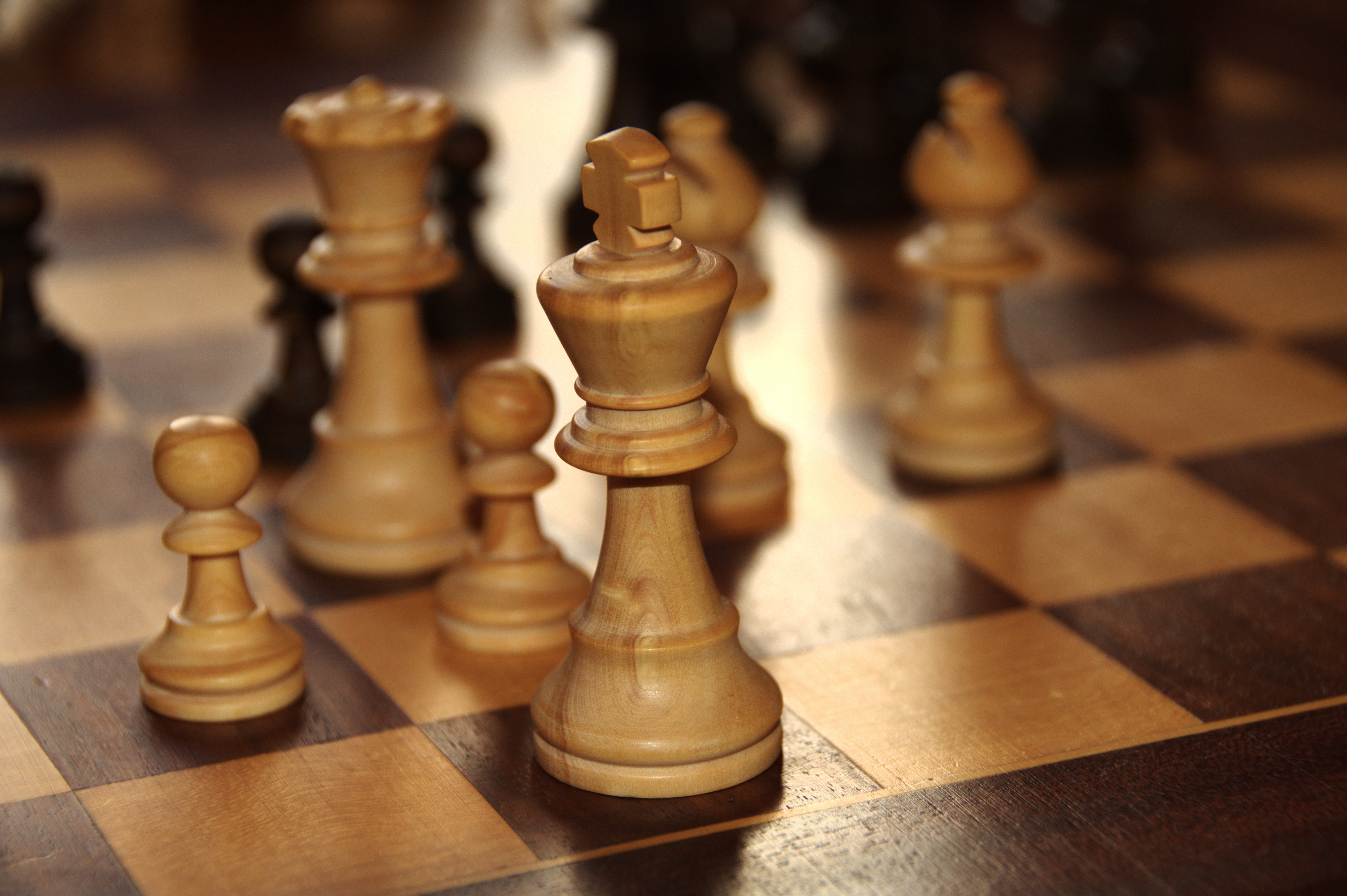
Якщо Бог створив гру, її правила та гравців, то як будь-який гравець може бути вільним?

Деякі аргументи проти існування Бога зосереджені на передбачуваній неузгодженості людського роду, що має свободу волі та всезнання Бога. Ці аргументи глибоко стурбовані наслідками приреченності.
Відомий єврейський філософ Мойсей Маймонід описав конфлікт між божественною всемогутністю та вільною волею людини, створеної ним, у традиційних термінах добрих і злих дій так:
… "Чи знає Бог, що певна особа буде доброю чи поганою? Якщо сказати: «Він знає», то з цього обов’язково випливає, що людина змушена діяти так, як Бог знав наперед, як вона буде діяти, інакше знання Бога було б недосконалим…»
«Стандартний англіканський» теолог дав подібний опис християнського одкровення:
… Священне Писання містить перед нами дві великі протиправди: по-перше, абсолютний суверенітет Бога (пор. Римлянам 9, 20 і далі), а по-друге, відповідальність людини. Наш інтелект не може їх узгодити.
Логічне формулювання цього аргументу може виглядати так:
1. Бог знає вибір «С», який, як людина стверджує, «зробить вільно».
2. Тепер необхідно виконати C.
3. Якщо зараз необхідно, щоб C, то C не може бути іншим (це визначення «необхідного»). Тобто реальних «можливостей» через приреченість немає.
4. Якщо ви не можете діяти інакше, коли ви дієте, ви не дієте вільно (принцип альтернативних можливостей)
5. Тому, коли ви робите вчинок, ви не будете робити це вільно.

Норман Шварц, однак, стверджує, що наведені вище аргументи допускають модальну помилку. Зокрема, він стверджує, що ці аргументи припускають, що якщо C є істинним, стає необхідним, щоб C було істинним, що є неправильним, оскільки C є умовним (див. модальну логіку). Інакше можна стверджувати, що майбутнє вже визначено незалежно від його дій.
Були запропоновані й інші способи примирення Божого всезнання з людською вільною волею. Дехто намагався переосмислити або переосмислити свободу волі:
- Бог може знати наперед, що я буду робити, тому що свободу волі слід розуміти лише як свободу від примусу, а все далі є ілюзією. Це крок, зроблений компатибілістською філософією.
- Суверенітет (автономія) Бога, що існує всередині вільного суб'єкта, забезпечує сильні внутрішні спонукання до курсу дій (покликання) і силу вибору (обрання). Дії людини, таким чином, визначаються діями людини за відносно сильними чи слабкими спонуканнями (як від Бога, так і від навколишнього середовища) та їх власною відносною силою вибору.[5]

Твердження, вперше висунуте Боецієм, а пізніше Фомою Аквінським і К. С. Льюїсом, припускає, що Боже сприйняття часу інше, і що це стосується нашого розуміння нашої власної вільної волі. У своїй книзі «Просто християнство» Льюїс стверджує, що Бог насправді перебуває поза часом і тому не «передбачає» події, а просто спостерігає їх усі одночасно. Він пояснює:
Але припустімо, що Бог знаходиться за межами та над шкалою часу. У цьому випадку те, що ми називаємо «завтра», є видимим для Нього так само, як те, що ми називаємо «сьогодні». Усі дні для Нього «зараз». Він не пам’ятає, як ви щось робили вчора, Він просто бачить, як ви це робите: бо, хоча ви вчора втратили, Він цього не зробив. Він не «передбачає», що ви робите щось завтра, Він просто бачить, як ви це робите: тому що, хоча завтра ще не настало для вас, воно для Нього. Ви ніколи не думали, що ваші дії в цей момент були менш вільними, тому що Бог знає, що ви робите. Що ж, Він точно так само знає ваші завтрашні дії—бо Він уже в завтрашньому дні і може просто спостерігати за вами. У певному сенсі Він не знає вашої дії, доки ви її не зробите; але тоді момент, коли ви це зробили, для Нього вже є «зараз».
Загальне заперечення полягає в тому, щоб стверджувати, що молінізм, або віра в те, що Бог може протиправно знати дії своїх творінь, є істинною. Це було використано як аргумент Алвіном Плантінгою та Вільямом Лейном Крейґом, серед інших.

## Аргумент свободи волі на користь неіснування Бога
Ден Баркер припускає, що це може призвести до «Аргументу вільної волі на користь неіснування Бога» на тій підставі, що Боже всезнання несумісне з наявністю у Бога вільної волі, і якщо Бог не має вільної волі, то Бог не є особистою істотою.
Теїсти загалом погоджуються, що Бог є особистою істотою і що Бог всезнаючий,, але є певні розбіжності щодо того, чи означає «всезнаючий»:
1. «знає все, що Бог хоче знати і що логічно можливо знати»; або замість цього трохи сильніше:
2. «знає все, що логічно можливо знати»[note 3]

Ці два терміни відомі як невід'ємне та повне всезнання відповідно.

## Зноски
1. ↑  See also Divine Providence versus the concept of Fate
2. ↑  see e.g. Richard Swinburne Does God Exist? of The Catechism of the Catholic Church
3. ↑  see e.g. John Polkinghorne[en]

## Подальше читання
- Фома Аквінський. Сума проти язичників
- Фома Аквінський. Summa Theologica I, Q. XIV, особливо. ст. 13: «Чи є знання про Бога про майбутні випадкові речі?» .
- Боецій. Розрада філософії . Багато видань.
- Хаскер, Вільям. Бог, час і передбачення". Ithaca: Cornell University Press, 1998.
- Моліна, Луїс де. Про божественне передбачення, пер. Альфред Дж. Фреддозо. Ithaca: Cornell University Press, 1988.
- Плантінга, Елвін. «На шляху Оккама». Віра і філософія 3 (3): 235—269.
- Оккам, Вільям. Приречення, Боже передбачення та майбутні умови, пер. М. М. Адамс і Н. Крецман. Індіанаполіс: Hackett Publishing Company, 1983.
- Загзебскі, Лінда. «Дилема свободи і передбачення». Нью-Йорк: Oxford University Press, 1991.
- Лютер, Мартін: De servo arbitrio, англійською мовою: On the Bondage of the Will . Латинською та німецькою мовами 1525, сучасною англійською: JI Packer and OR Johnston, trans. Олд Таппан, Нью-Джерсі: Fleming H. Revell Co., 1957.